# Vilmoș Szabo
Vilmoș Szabo (Brașov, 30 de diciembre de 1964) es un deportista rumano que compitió en esgrima, especialista en la modalidad de sable.
Participó en tres Juegos Olímpicos de Verano, obteniendo una medalla de bronce en Los Ángeles 1984 en la prueba por equipos. Ganó una medalla de bronce en el Campeonato Mundial de Esgrima de 1994, y una medalla de bronce en el Campeonato Europeo de Esgrima de 1994.

## Palmarés internacional
| Juegos Olímpicos   | Juegos Olímpicos             | Juegos Olímpicos  | Juegos Olímpicos  |
| Año                | Lugar                        | Medalla           | Prueba            |
| ------------------ | ---------------------------- | ----------------- | ----------------- |
| 1984               | Los Ángeles (Estados Unidos) | Medalla de bronce | Sable por equipos |
| Campeonato Mundial |                              |                   |                   |
| Año                | Lugar                        | Medalla           | Prueba            |
| 1994               | Atenas (Grecia)              | Medalla de bronce | Sable por equipos |
| Campeonato Europeo |                              |                   |                   |
| Año                | Lugar                        | Medalla           | Prueba            |
| 1994               | Cracovia (Polonia)           | Medalla de bronce | Sable individual  |